# NGC 596
NGC 596 is een elliptisch sterrenstelsel in het sterrenbeeld Walvis. Het hemelobject werd op 13 december 1783 ontdekt door de Duits-Britse astronoom William Herschel.

## Synoniemen
- PGC 5766
- MCG -1-5-5